# SoftBank 201HW
STREAM SoftBank 201HW（ストリーム ソフトバンク ニーマルイチエイチダブリュ）は、華為技術日本（ファーウェイ・ジャパン）によって開発された、ソフトバンクモバイルの第3.9世代移動通信システム（SoftBank 4G）端末である。SoftBank スマートフォンシリーズのひとつ。OSはAndroid 4.0を搭載している。

## 概要
SoftBank 4G（AXGP）対応スマートフォンとしては第1弾となるスマートフォンである。
NTTドコモ向けの事実上の兄弟機種Ascend HW-01Eと同じく、ファーウェイ製のスマートフォンでおなじみの高速ブート機能を搭載しており、電源を切った状態から約5秒で起動することが可能である。ただし、バッテリーを抜くと完全にシャットダウンしてしまうため、高速起動が無効となる。
なお、ワンセグ・おサイフケータイ・NFC・赤外線通信には対応していないほか、防水性能は備えていない。防水と赤外線通信に非対応なのはHW-01Eと共通である。
ソフトバンクモバイルの端末としては、3機種目にあたるSIMロック解除対応端末である（後述のように、派生端末では不可）。

### 派生端末
2013年11月22日からスマートフォン向けプリペイドサービス「プリスマ」向けに、AXGP通信機能などを省略して1万円分のチャージ付きでのセット販売（端末名は、SoftBank 201HW 3G）が販売された。
この機種はウィルコムからも2013年9月5日に発売（201HWとして）された。スペックなどはほぼ共通しているが、PHS網での通話は不可。

## その他機能
| 主な対応サービス       | 主な対応サービス  | 主な対応サービス                       | 主な対応サービス      |
| ---------------------- | ----------------- | -------------------------------------- | --------------------- |
| タッチパネル           | qHD液晶 4.3インチ | フルブラウザ                           | SoftBank 4G           |
| バッテリー容量 1930mAh | テザリング        | WiFi                                   | GPS                   |
| 800万画素カメラ        | ワンセグ          | デジタルオーディオプレーヤー(AAC)(WMA) | おサイフケータイ／NFC |
| Bluetooth              | 赤外線通信        | 緊急速報メール                         | 防水／防塵            |

## 歴史
- 2012年10月9日 - ソフトバンクモバイルより発表。
- 2012年10月10日 - 発売開始。